# Breitbandnetz

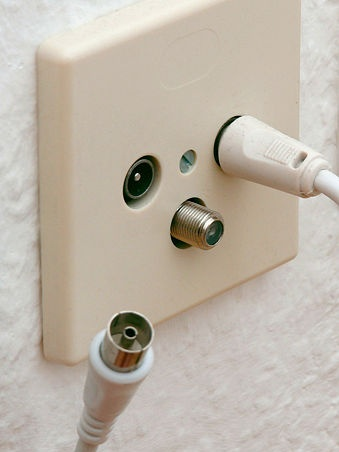
Antennenstecker alias Belling-Lee-Stecker

Ein Breitbandnetz, auch Breitbandkabelnetz (BK-Netz), ist ein Datennetz, bei dem im Unterschied zum Basisbandnetz die digitalen Nutzdaten nicht direkt übertragen, sondern einem oder mehreren hochfrequenten Trägern aufmoduliert werden.
Dabei werden im Allgemeinen verschiedene Frequenzbereiche für Sende- und Empfangsdaten benutzt, die durch (analog arbeitende) Umsetzer verbunden werden.
Die Breitbandtechnik erlaubte in den 1980er Jahren unter Verwendung bewährter Hochfrequenz-Komponenten aus der Kabelfernsehtechnik die Realisierung von Netzen, die komplexer und räumlich weitläufiger sein konnten, als es mit Basisbandtechnik möglich war.
Durch die rasant gestiegenen Geschwindigkeiten von Basisbandnetzen, der Verwendung von Lichtwellenleitern und die Verfügbarkeit billiger, schnellerer Netzkomponenten wie Switches ist diese Technik im Bereich kabelgebundener lokaler Netze mittlerweile veraltet und wird praktisch nicht mehr eingesetzt. Die noch existierenden Anwendungen der Breitbandtechnik sind Internetanschlüsse über TV-Kabelnetze sowie drahtlose Netze.
Mit dem Aufkommen schneller Internetverbindungen wie DSL wird der Begriff Breitband inzwischen sinnentfremdet für alle (subjektiv) schnellen Datenverbindungen benutzt.

## Deutschland
Laut einer der Frankfurter Rundschau vorliegenden Antwort des Bundesministeriums für Verkehr und digitale Infrastruktur an Sven-Christian Kindler (Bundestags-Sprecher von Bündnis 90/Die Grünen für Haushaltspolitik) von März 2018 kommt hier der Breitbandausbau nur langsam voran: Von den dafür von der Bundesregierung bereitgestellten 1,56 Mrd. Euro seien zwischen 2015 und 2017 lediglich 27,7 Mio. (= 1,8 %) ausgegeben worden. Business Insider schreibt unter Berufung auf das Bundesfinanzministerium, dass 2019 von den von Bund und Ländern zur Verfügung gestellten 2,4 Mrd. Euro nur 27,2 Mio. Euro für den Breitbandausbau ausgegeben wurden. Der Grund seien bürokratische Hürden. Im internationalen Vergleich steht Deutschland damit laut einem Standortindex von 21 OECD-Staaten auf Platz 16 in der Kategorie Breitbandausbau.
Im Juli 2020 wurde berichtet, dass von den inzwischen vom Bundesverkehrsministerium für den Breitbandausbau bereitgestellten 11 Milliarden Euro an Fördergeldern etwa 570 Millionen Euro (seit dem Jahr 2015) an Städte und Gemeinden ausgezahlt wurden. Davon wurden etwa 500 Millionen Euro für konkrete Baumaßnahmen ausgegeben. Der Rest (70 Millionen Euro) floss an Beratungsfirmen.
Seitens des Deutschen Landkreistages wurde im Jahr 2021 gefordert, die bis 2023 geltende Aufgreifschwelle von 100 Mbit/s abzuschaffen, da sie eine flächendeckende Förderung des Breitbandausbaus verhindere.

## Schweiz
In der Schweiz sind 30 Prozent der Haushalte über Glasfaser angeschlossen. Die Bewohner größerer Städte haben bezüglich Geschwindigkeit und Konkurrenzsituation der Anbieter einen Vorteil.